# Jackie McLean
John Lenwood (Jackie) McLean (New York, 17 maggio 1931 – 31 marzo 2006) è stato un sassofonista e compositore statunitense di musica jazz.

## Biografia
Il padre di McLean, John Senior, era chitarrista nell'orchestra di Tiny Bradshaw. Dopo la morte del padre nel 1939, l'educazione musicale di Jackie fu proseguita dal suo padrino e dal suo patrigno (che possedeva un negozio di dischi) oltre che da altri insegnanti. Inoltre ricevette lezioni informali dai suoi vicini, Thelonious Monk, Bud Powell, e Charlie Parker. Durante gli anni del liceo, vicino a Edgecombe Avenue, Jackie faceva parte di un'orchestra in cui militavano anche Kenny Drew, Sonny Rollins, e Andy Kirk Jr. (il tenorsassofonista figlio di Andy Kirk).
(Miles Davis,)
A 19 anni McLean debuttò in studio d'incisione con Miles Davis nell'album Dig (anche noto come New Sounds), in cui compariva anche Rollins. Tra le altre registrazioni giovanili, si ricordano quelle con Gene Ammons, Charles Mingus, e George Wallington. Negli stessi anni, Jackie divenne un membro dei Jazz Messengers di Art Blakey, ai quali si unì dopo aver lasciato Mingus, si dice dopo che Mingus lo ebbe picchiato - circostanza credibile stante la personalità di Mingus - e che Jackie (temendo per la propria vita) ebbe reagito accoltellandolo. Le prime registrazioni a nome di McLean lo videro attivo nel campo hard bop, che non abbandonò neppure quando aderì allo stile modale. Aveva a questo punto maturato la propria personalità strumentale, caratterizzato da forti radici blues, un suono spesso descritto come bruciante o penetrante e un'intonazione leggermente e volutamente crescente.
Come molti altri musicisti del periodo, nei primi anni McLean divenne tossicodipendente: per questo motivo gli fu ritirato il permesso di tenere concerti in pubblico a New York e questo lo obbligò a un intenso lavoro in studio, che si rifletté nel gran numero di registrazioni a suo nome negli anni 1950 e anni 1960. Dopo aver registrato per la Prestige Records, egli firmò un contratto con la Blue Note Records per cui incise dal 1959 al 1967. La maggior libertà artistica (oltre che economica) garantita dalla Blue Note resero quelle registrazioni tra le migliori di Jackie.
Il culmine della sua ricerca armonica è l'album Let Freedom Ring, di cui è specialmente notevole il suo assolo in "Quadrangle" (un pezzo già apparso sull'album del 1959 Jackie's Bag, (BST 4051)). Con Let Freedom Ring iniziano anche le collaborazioni di McLean coi musicisti dell'avanguardia, che gli permisero di incorporare le innovazioni del jazz modale e free all'interno di un quadro di riferimento schiettamente boppistico, il che conferì grande originalità al suo lavoro di quegli anni.
Nel 1964 McLean passò sei mesi in prigione per questioni di droga: gli anni immediatamente successivi sono anche chiamati il periodo acido, a causa della durezza dei tre album che egli pubblicò dopo la sua liberazione.
La Blue Note, a seguito del cambiamento di gestione, pose fine al suo contratto nel 1967 (come fece in quegli anni con molti altri artisti d'avanguardia). Le prospettive di registrazione erano talmente poche e malpagate che egli preferì dedicarsi interamente ai concerti e all'insegnamento, che iniziò nel 1968 alla The Hartt School della prestigiosa University of Hartford (Connecticut). Negli anni successivi, egli avrebbe creato il Dipartimento di Musica Afroamericana (ora chiamato "Jackie McLean Institute of Jazz") e l'intero programma di studi jazz.
Nel 1970, con la moglie Dollie, fondò a Hartford il gruppo Artists' Collective, Inc. dedicato alla conservazione delle tradizioni africane negli Stati Uniti, promuovendo e realizzando programmi di istruzione nella danza tradizionale, il teatro, la musica e le arti visuali.
Nel 2001 gli fu riconosciuto l'"American Jazz Masters fellowship" del National Endowment for the Arts.
Jackie McClean morì dopo una lunga malattia ad Hartford, il 31 marzo 2006.
Suo figlio René è un sassofonista e flautista jazz e insegna musica.

## Collaboratori
McLean ebbe moltissimi collaboratori famosi, ed era noto per avere un non comune fiuto nello sceglierli tra i giovani: il sassofonista Tina Brooks, il pianista Larry Willis, il trombettista Bill Hardman, e il tubista Ray Draper sono solo alcune delle sue scoperte degli anni '50 e '60, così come i batteristi Tony Williams, Jack DeJohnette, Lenny White, Michael Carvin, e Carl Allen che con McLean si fecero le ossa. Nei suoi gruppi degli ultimi anni, che erano principalmente composti da elementi tratti dai suoi corsi ad Hartford, militarono spesso il trombonista Steve Davis e il figlio René.
Molte registrazioni di McLean da leader si avvalsero di sidemen di rilievo, tra cui Donald Byrd, Sonny Clark, Ornette Coleman, Dexter Gordon, Billy Higgins, Freddie Hubbard, Grachan Moncur III, Mal Waldron, e molti altri.

## Discografia
(In ordine cronologico di registrazione)
- 1955 - Presenting...Jackie McLean (Ad Lib Records, ADL 6601) pubblicato anche con i titoli di The New Tradition e The Jackie McLean Quintet
- 1956 - Lights Out! (Prestige Records, PRLP 7035)
- 1956 - 4, 5 and 6 (Prestige Records, PRLP 7048)
- 1956 - Jackie's Pal (Prestige Records, PRLP 7068)
- 1956-57 - McLean's Scene (New Jazz Records, NJLP 8212)
- 1957 - Jackie McLean & Co. (Prestige Records, PRLP 7087)
- 1957 - Makin' the Changes (New Jazz Records, NJLP 8231)
- 1957 - A Long Drink of the Blues (New Jazz Records, NJLP 8253)
- 1957 - Strange Blues (Prestige Records, PR 7500)
- 1957 - Alto Madness (Prestige Records, PRLP 7114) con John Jenkins
- 1957 - Fat Jazz (Jubilee Records, JLP 1093)
- 1959 - Jackie's Bag (Blue Note Records, BLP 4051)
- 1959-63 - Vertigo (Blue Note Records, LT-1085)
- 1959 - New Soil (Blue Note Records, BLP 4013)
- 1959 - Swing, Swang, Swingin' (Blue Note Records, BLP 4024)
- 1960 - Capuchin Swing (Blue Note Records, BLP 4038)
- 1960 - Street Singer (Blue Note Records, GXF-3067) con Tina Brooks
- 1961 - Bluesnik (Blue Note Records, BLP 4067)
- 1961 - A Fickle Sonance (Blue Note Records, BLP 4089)
- 1961 - Inta Somethin' (Pacific Jazz Records, PJ-41) con Kenny Dorham
- 1962 - Let Freedom Ring (Blue Note Records, BLP 4106)
- 1962-67 - Hipnosis (Blue Note Records, BN-LA483-H2)
- 1962 - Tippin' the Scales (Blue Note Records, CDP 7 84427 2)
- 1963 - One Step Beyond (Blue Note Records, BLP 4137)
- 1963 - Destination...Out! (Blue Note Records, BLP 4165)
- 1964 - It's Time! (Blue Note Records, BLP 4179)
- 1964 - Action (Blue Note Records, BLP 4218)
- 1965 - Right Now! (Blue Note Records, BLP 4215)
- 1965-66 - Jacknife (Blue Note Records, BN-LA457-H2)
- 1965 - Consequence (Blue Note Records, LT-994)
- 1966 - Dr. Jackle (SteepleChase Records, SCC-6005)
- 1966 - Tune Up (SteepleChase Records, SCC-6023)
- 1967 - New and Old Gospel (Blue Note Records, BLP 4262)
- 1967 - 'Bout Soul (Blue Note Records, BST 84284)
- 1967 - Demon's Dance (Blue Note Records, BST 84345)
- 1972 - Live at Montmartre (SteepleChase Records, SCS-1001)
- 1973 - Ode to Super (SteepleChase Records, SCS-1009) con Gary Bartz
- 1973 - A Ghetto Lullaby (SteepleChase Records, SCS-1013)
- 1973 - The Meeting (SteepleChase Records, SCS-1006) con Dexter Gordon
- 1973 - The Source (SteepleChase Records, SCS-1020) con Dexter Gordon
- 1974 - Antiquity (SteepleChase Records, SCS-1028) con Michael Calvin
- 1974 - New York Calling (SteepleChase Records, SCS-1023) con i The Cosmic Brotherhood
- 1976 - Like Old Time (Victor Records, SMJ-6137) con Mal Waldron
- 1978 - New Wine in Old Bottles (East Wind Records, EW-8057) con The Great Jazz Trio
- 1978-79 - Monuments (RCA Records, AFL1-3230)
- 1985 - It's About Time (Blue Note Records, BT 85102) con McCoy Tyner
- 1986 - Left Alone '86 (Paddle Wheel Records, K28P-6453) con Mal Waldron
- 1988 - Dinasty (Triloka Records, 320181-2) con Rene McLean
- 1991 - Rites of Passage (Triloka Records, 320188-2) con Rene McLean
- 1991 - The Jackie McLean Attack Live (Birdlogy Records, 314 519 270-2)
- 1992 - Rhythm of the Earth (Birdlogy Records, 314 517 075-2)
- 1996 - Hat Trick (somethin'else Records, TOCJ-5581) con Junko Onishi
- 1997 - Fire and Love (somethin'else Records, TOCJ-5590)
- 1999 - Nature Boy (somethin'else Records, TOCJ-68045)

## Collaborazioni
con Miles Davis
- 1951 - Dig (Prestige Records, PRLP 7012)
- 1952 - Miles Davis and His All Stars (Ozone Records, 8)
- 1952-53 - Miles Davis Volume 1 (Blue Note Records, BLP 1501)
- 1955 - Miles Davis and Milt Jackson Quintet/Sextet (Prestige Records, PRLP 7034)

con George Wallington
- 1955 - Live! At Cafe Bohemia/1955 (Prestige Records, PR 7820)

con Charles Mingus
- 1956 - Pithecanthropus erectus (Atlantic Records, LP 1237)
- 1959 - Blues & Roots (Atlantic Records, LP 1305)

con Gene Ammons
- 1956 - The Happy Blues (Prestige Records, PRLP 7039)
- 1956 - Jammin' with Gene (Prestige Records, PRLP 7060)
- 1957 - Funky (Prestige Records, PRLP 7083)
- 1957 - Jammin' in Hi-Fi with Gene Ammons (Prestige Records, PRLP 7110)

con Hank Mobley
- 1956 - Mobley's Message (Prestige Records, PRLP 7061)
- 1967 - Hi Voltage (Blue Note Records, BST 84273)

con Art Farmer e Donald Byrd
- 1956 - 2 Trumpets (Prestige Records, PRLP 7062)

con Art Blakey and The Jazz Messengers
- 1956 - Sessions, Live (Calliope Records, CAL 3036)
- 1956 - Drum Suite (Columbia Records, CL 1002)
- 1957 - Ritual (Pacific Jazz Records, PJM-402)
- 1957 - Mirage (Savoy Records, ZDS 4409)
- 1957 - Tough! (Cadet Records, LP 4049)
- 1957 - A Night in Tunisia (Vik Records, LAX 1115)
- 1989 - The Art of Jazz (IN+OUT Records, IOR CD 77028-2)

con Art Taylor
- 1957 - Taylor's Wailers (Prestige Records, PRLP 7117)

con Kenny Burrell e Jimmy Raney
- 1957 - 2 Guitars (Prestige Records, PRLP 7119)

con Ray Draper
- 1957 - Tuba Sounds (Prestige Records, PRLP 7096)

con Mal Waldron
- 1957 - Mal-2 (Prestige Records, PRLP 7111)

con Sonny Clark
- 1958 - Cool Struttin' (Blue Note Records, BLP 1588)

con Donald Byrd
- 1958 - Off to the Races (Blue Note Records, BLP 4007)
- 1959 - Fuego (Blue Note Records, BLP 4026)
- 1960 - Byrd in Flight (Blue Note Records, BLP 4048)

con Walter Davis Jr.
- 1959 - Davis Cup (Blue Note Records, BLP 4018)

con Freddie Redd
- 1960 - The Music from ''The Connection'' (Blue Note Records, BLP 4027)
- 1960-61 - The Complete Blue Note Recordings of Freddie Redd (Mosaic Records, MR3-124)

con Jimmy Smith
- 1960 - Open House (Blue Note Records, BST 84269)

con Lee Morgan
- 1960 - Lee-Way (Blue Note Records, BLP 4034)
- 1964 - Tom Cat (Blue Note Records, LT-1058)
- 1965 - Cornbread (Blue Note Records, BLP 4222)
- 1965 - Infinity (Blue Note Records, LT-1091)
- 1966 - Charisma (Blue Note Records, BST 84312)
- 1967 - The Sixth Sense (Blue Note Records, BST 84335)

con Kenny Dorham
- 1962 - Matador (United Artists Records, UAJ 14007)

con Grachan Moncur III
- 1963 - Evolution (Blue Note Records, BLP 4153)

con Jack Wilson
- 1967 - Easterly Winds (Blue Note Records, BST 84270)

con Gary Bartz, Lee Konitz e Charlie Mariano
- 1973 - Altissimo (Philips Records, RJ-5102)

con Art Farmer
- 1977 - Live in Tokyo (CTI Records, GP 3116)

con Abbey Lincoln
- 1990 - The World Is Falling Down (Verve Records, 843 476-2)[2]

## Fonti
- A. B. Spellman, Four Jazz Lives (titolo originale Four Lives in the Bebop Business). University of Michigan Press
- Jackie McLean, discografia completa, su music-city.org. URL consultato il 12 gennaio 2007 (archiviato dall'url originale il 13 marzo 2007).
- All Music Guide, su allmusic.com. URL consultato il 12 gennaio 2007 (archiviato dall'url originale il 15 settembre 2004).
- MusicWeb, su musicweb.uk.net. URL consultato il 12 gennaio 2007 (archiviato dall'url originale l'11 febbraio 2006).
- NEA Jazz Masters, su iaje.org.
- Storia ufficiale dell'Artists' Collective Inc., su artistscollective.org.
- Storia dell'Artists' Collective Inc., su connectforkids.org. URL consultato il 12 gennaio 2007 (archiviato dall'url originale il 4 aprile 2006).